# Jeschua (Hoherpriester)

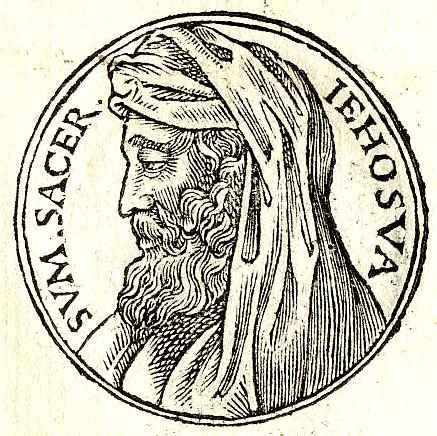
Der Hohepriester Jeschua (Fiktive Darstellung gem. Promptuarii Iconum Insigniorum)

Jeschua (auch Jehoschua, hebräisch יְהוֹשֻׁוּעַ Yəhōšua), der Sohn des Jozadak, war ca. 515–490 v. Chr. Jerusalemer Hohepriester. In Sacharja 3,1–10 und Targum Sacharja 3,1–10, in einer der polemischen Nachtvisionen des Sacharja, erscheint der Hohepriester in einem himmlischen Gericht.
Im hebräischen Text wird Jeschua im Buch Sacharja als יהושע (Jehoschua), im Buch Esra als ישוע (Jeschua) bezeichnet. Deutsche Bibelübersetzungen verwenden meist einheitlich Jeschua. Weitere Formen sind Joschua und Josua.